# Westsaharakonflikt

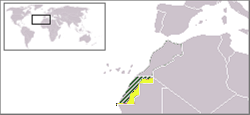
Die Westsahara ist heute geteilt; der Westen steht unter der Kontrolle Marokkos (grün) und der Osten und Süden unter der Kontrolle der Polisario (gelb).

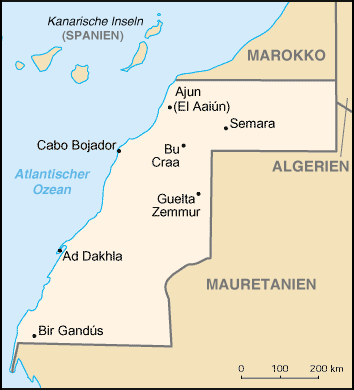
Karte der Westsahara

Status quo – geteilte Westsahara: Marokko kontrolliert den Westen und die Polisario die Gebiete im Osten und Süden (gelb); entlang der Waffenstillstandslinie (1991) hat Marokko eine ca. 2500 km lange Grenzbefestigung errichtet

Ehemaliges Spanisch-Sahara

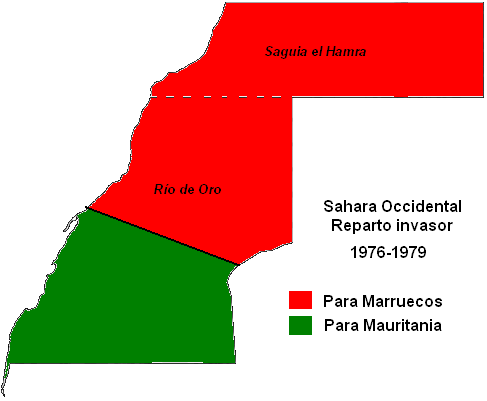
Teilung der Westsahara zwischen Marokko (rot) und Mauretanien (grün) von 1976 bis 1979

Der Westsaharakonflikt ist ein Konflikt zwischen Marokko und der Frente Polisario um das Territorium Westsahara. Marokko beansprucht die Westsahara als Teil seines Staatsgebietes, während die Polisario die Unabhängigkeit des gesamten Territoriums anstrebt. Sie hat 1976 die Demokratische Arabische Republik Sahara ausgerufen, die von etwa 80 Staaten anerkannt wurde, von denen etwa 30 die Anerkennung wieder zurückgezogen oder bis zu einer Konfliktlösung suspendiert haben. Die Westsahara ist in einen größeren westlichen Bereich unter der Kontrolle von Marokko sowie einen östlichen und südlichen, auch freie Zone genannt, unter der Kontrolle der Frente Polisario geteilt.

## Vorgeschichte
Spanien hatte den Rifkrieg 1893 und den Rifkrieg 1909 geführt und nach dem Vertrag von Fès vom 30. März 1912 und dem französisch-spanischen Vertrag vom 27. November 1912 das Protektorat Spanisch-Marokko errichtet. 1921 begann es einen Krieg mit dem Ziel, seine Herrschaft auf das gesamte ihm zugesprochene Kolonialgebiet in Nordmarokko auszudehnen. 1926 gelang es Spanien schließlich, ausgehend von seinen alten Stützpunkten an der Küste (Plaza de soberanía), das gesamte Protektoratsgebiet zu erobern, unter anderem mit Chemiewaffeneinsätzen, bei denen über 10.000 Senfgasbehälter abgeworfen wurden, was Auswirkungen bis heute hat. Die einheimische Bevölkerung widersetzte sich der Kolonialisierung bis in die 1930er Jahre hinein. Nach der Unabhängigkeit Marokkos von Frankreich im Jahr 1956 verstärkte sich in der Westsahara der Widerstand gegen die spanische Fremdherrschaft.
Nachdem 1960 große Teile Afrikas binnen weniger Monate unabhängig geworden waren („Afrikanisches Jahr“), brachten Marokko und Mauretanien die Westsahara-Frage 1963 vor den Entkolonialisierungsausschuss der Vereinten Nationen. 1965 forderte die UN-Vollversammlung der Vereinten Nationen Spanien in einer ersten Resolution zum Westsaharakonflikt auf, das Gebiet zu entkolonialisieren und der Bevölkerung das Recht auf Selbstbestimmung zu gewähren. Das Interesse Marokkos an der Westsahara wird historisch mit einer gegen die Kolonialmächte gerichteten Befreiungsideologie erklärt, deren Ziel in der Mitte des 20. Jahrhunderts die Schaffung eines Groß-Marokko war, das ganz Mauretanien und den Westen Algeriens umfassen sollte. Nach der Unabhängigkeit wurden die umfassenden Ansprüche fallengelassen, um zumindest die Westsahara zu halten. Dieser Wüstenstreifen war wirtschaftlich und militärisch kaum von Bedeutung, bis in den 1960er Jahren eine spanische Gesellschaft mit dem Abbau der großen Phosphatvorkommen von Bou Craa begann, die wenige Jahre zuvor durch Zufall entdeckt worden waren.
1967 erklärte sich Spanien dazu bereit, ein Referendum über den Status der Westsahara durchzuführen. Marokko und Mauretanien befürworteten das Vorhaben. Als Spanien die Durchführung des Referendums in der Folge jedoch immer weiter hinauszögerte, gründete im Mai 1973 eine Gruppe ehemaliger Studenten um al-Wali Mustafa Sayyid die Befreiungsbewegung Frente Polisario, die einen bewaffneten Kampf gegen die spanische Herrschaft begann. Ihre erste bekannte militärische Aktion war ein Angriff auf einen Straßenkontrollpunkt in El-Khanga am 20. Mai 1973. In den folgenden Monaten konzentrierten sich die Angriffe auf die Phosphatmine in Bou Craa und das rund 100 Kilometer lange Förderbandsystem für den Transport des Rohstoffs zum Hafen El Aaiún. Spanien reagierte im März 1974 mit der Operation Barrido, bei der die Polisario unter anderem durch den massiven Einsatz von Hubschraubern zerschlagen werden sollte.

## Rückzug Spaniens
Seit 1974 forderte der marokkanische König Hassan II. den Anschluss der Westsahara an Marokko ohne die Durchführung eines Referendums. Ende 1974 kündigte Spanien an, im folgenden Jahr die Bevölkerung in einem Referendum über die Zukunft der Westsahara entscheiden zu lassen. Mauretanien und Marokko erwirkten noch im selben Jahr die Resolution 3292 der UN-Vollversammlung: Spanien wurde darin aufgefordert, das Referendum nicht durchzuführen; stattdessen sollte der Internationale Gerichtshof ein Gutachten zur Klärung der Zugehörigkeit des westsaharischen Gebietes erstellen.
Nachdem Marokko und Mauretanien vom politischen Ziel einer Unabhängigkeit der Westsahara hin zu einer Annexion abgeschwenkt waren, zog sich Algerien aus der bis dahin bestehenden gemeinsamen Initiative zurück und begann im Sommer 1975 mit der Unterstützung der Polisario. Dies umfasste auch die Vermittlung eines Waffenstillstands und von Geheimverhandlungen zwischen Spanien und der Polisario in Algier. Dabei bot die Polisario den Spaniern die 20-jährige Nutzung der Phosphatmine sowie Fischereirechte an. Im Gegenzug sollte Spanien die Befreiungsbewegung öffentlich anerkennen. Gegenüber Mauretanien bot die Polisario die Schaffung einer Föderation beider Staaten unter der Führung des mauretanischen Präsidenten im Gegenzug zu militärischer Unterstützung gegen Marokko an. Jedoch scheiterten diese Verhandlungen und beide Staaten lehnten sich eher an die marokkanischen Forderungen an.
Der Internationale Gerichtshof musste derweil zwischen den historischen Bindungen der Westsahara an Marokko und Mauretanien auf der einen Seite und dem Recht des saharauischen Volkes auf Selbstbestimmung abwägen. Das endgültige Gutachten, das am 16. Oktober 1975 veröffentlicht wurde, stellte fest, dass das Selbstbestimmungsrecht einen höheren Wert habe. Daher sollte die Bevölkerung der Westsahara in einem Referendum über ihre Zukunft entscheiden.
Noch am gleichen Tag kündigte Hassan II. einen Marsch marokkanischer Zivilisten in die Westsahara an, um die historischen Bindungen zwischen Marokko und der Westsahara zu unterstreichen. Nachdem marokkanisches Militär im Vorfeld in der nördlichen Westsahara eingedrungen war, um ein Eingreifen Algeriens zu verhindern und um Polisario-Kräfte zu binden, fand der Grüne Marsch vom 6. bis 10. November statt. Marokko hatte 350.000 Teilnehmer organisiert, die an mehreren Stellen die marokkanisch-westsaharische Grenze überschritten und einige Kilometer tief in westsaharisches Gebiet vorstießen. Ein Vorstoß auf die Hauptstadt Al-Aiun fand jedoch wegen der spanischen Militärpräsenz nicht statt. Am Grünen Marsch nahm auch der deutsche Journalist Mourad Kusserow teil, der für die Deutsche Welle arbeitete. Er berichtete darüber in einer durchweg pro-marokkanischen Sicht in seinem Buch Schicksal Agadir.
Am 14. November 1975 wurde in Madrid ein Abkommen geschlossen, das den Abzug der Spanier festschrieb und die Westsahara zwischen Marokko und Mauretanien aufteilte. Am folgenden Tag verkündete die Polisario, dass sie dieses Abkommen als nichtig betrachte. Am 25. November erklärte Hassan II. die Westsahara-Frage für endgültig gelöst und ernannte Ahmed Bensouda zum Gouverneur der marokkanischen Zone.
Von Oktober 1975 an schlossen sich die ursprünglich von den Spaniern als Gegengewicht zur Polisario initiierte sahaurische Partei PUNS sowie die einheimischen Polizei- und Militärtruppen weitgehend der Polisario an. Einige Verbände formierten sich zur Saharischen Volksbefreiungsarmee (Ejército de Liberación Popular Saharaui: ELPS), die zunächst unabhängig von der Polisario agierte, später jedoch in ihr aufging. Dennoch wurde die Kampfkraft der einheimischen Kämpfer international als gering eingeschätzt. Beobachter erwarteten einen schnellen Zusammenbruch in der Konfrontation mit der besser bewaffneten und in der Aufstandsbekämpfung erfahrenen marokkanischen Armee.
Als Ergebnis von Verhandlungen zwischen Marokko, Mauretanien und Spanien beschloss das spanische Parlament, die Kolonialherrschaft über die Westsahara zum 26. Februar 1976 aufzugeben. Die Zivilverwaltung sollte bis dahin aufgelöst, das Militär schrittweise zurückgezogen und dessen Positionen an marokkanische und mauretanische Einheiten übergeben werden.

## Annexion

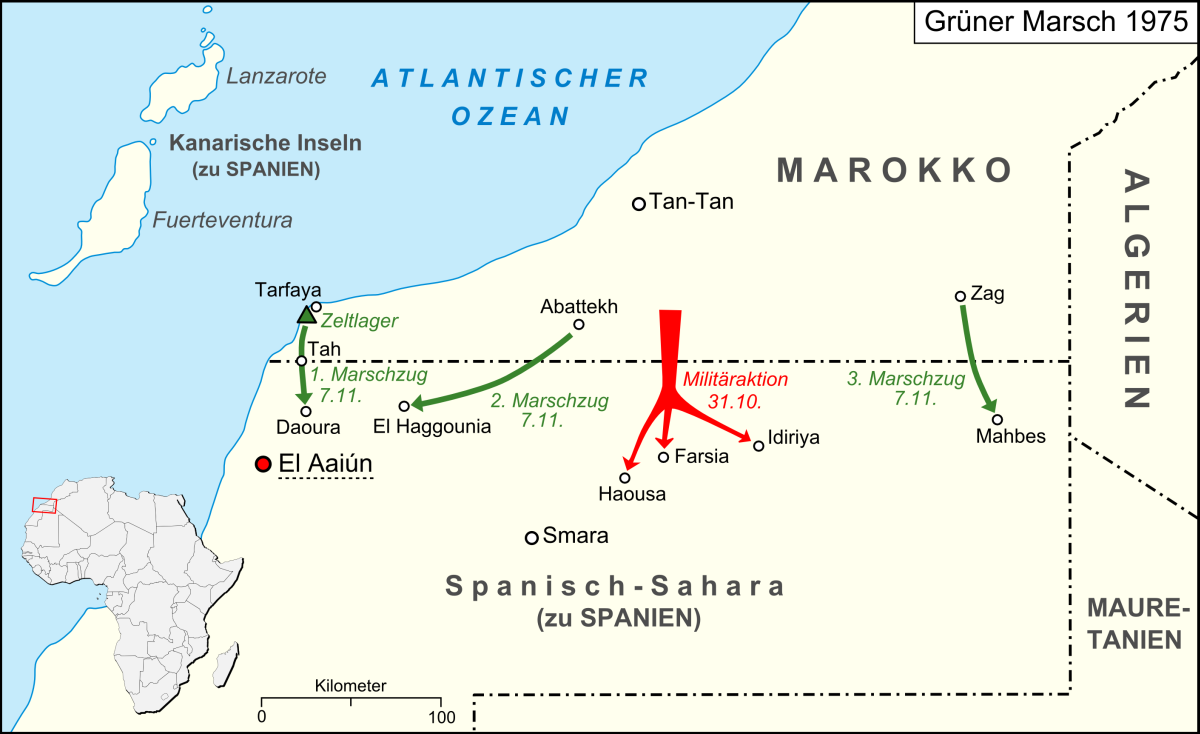
Aktionen im Rahmen des Grünen Marsches im Oktober/November 1975

Im Anschluss an den Grünen Marsch begann die militärische Besetzung der Westsahara. Die Marokkaner gingen dabei zunächst entlang der Küste vor. Innerhalb weniger Tage besetzten sie die größte Stadt El Aaiún und die Minen von Bou Craa. Am 28. November erreichten die Marokkaner die zweitgrößte Stadt Smara. Anfang Dezember 1975 befanden sich rund 25.000 Soldaten und damit rund ein Drittel der marokkanischen Armee in der Westsahara. Die mauretanische Streitmacht war wesentlich kleiner, da die gesamte Armee des Landes aus rund 3.000 Soldaten und 2.000 Mann Militärpolizei bestand. Beide Staaten konnten auf französische Militärberater und Ausrüstung zurückgreifen. US-Diplomaten zufolge wurden die größeren Städte der Region im Rahmen der Besetzung nahezu vollständig von ihrer Bevölkerung verlassen. Bis Ende 1975 wurden rund 70.000 Flüchtlinge gezählt. Ende Februar befanden sich rund 100.000 Frauen, Kinder und Alte in Flüchtlingslagern in Algerien.
Am 12. Januar 1976 verließen die letzten spanischen Soldaten das Territorium. Rund 150 spanische Beamte blieben länger im Land, um die Übergabe der Verwaltung an die Besatzer zu organisieren. In mehreren Fällen überließen spanische Truppen ihre Waffen und vereinzelt auch Befestigungsanlagen der saharauischen Widerstandsbewegung. Zu diesem Zeitpunkt waren zudem Waffenlieferungen und militärische Beratung durch Algerien angelaufen. Während der Annexion beschränkten sich die Saharauis weitgehend auf die Abschirmung von Flüchtlingsgruppen gegen die einmarschierenden Truppen. Mehrtägige Kämpfe entbrannten lediglich um den Jahreswechsel herum an der südlichen Küste der Westsahara um die Siedlungen La Guerra und El Argoub, die von der Polisario gegen die Mauretanier verteidigt wurden. El Argoub fiel am 11. Januar.
Zu einer ersten offensiven Operation der Guerilla kam es am 29. Dezember 1975 mit einem Überfall auf die mauretanische Stadt Zouérat, insbesondere auf die dortigen Minenanlagen. Am 21. Januar 1976 eroberten die Saharauis die mauretanische Grenzfestung Ain Ben Tili. Im Rahmen der vorangegangenen Belagerung hatten die Angreifer ein marokkanisches Kampfflugzeug vom Typ Northrop F-5 abgeschossen, das die Mauretanier unterstützen sollte. Eine darauf folgende Offensive der Saharauis gegen die Siedlungen Bir Moghrein und Inal wurde von mauretanischen Truppen zurückgeschlagen.
Im Norden Mauretaniens sowie in angrenzenden westsaharischen Gebieten operierten zudem algerische Truppen. Diese fingen Flüchtlinge auf und leiteten sie nach Algerien weiter, versorgten aber auch die saharauischen Kämpfer mit Proviant und Sanitätsmaterial. Vom 27. Januar an kam es in diesem Zusammenhang nahe Amgala zu einem mehrtägigen Gefecht zwischen marokkanischen und algerischen Truppen, das mit dem Rückzug der geschlagenen Algerier endete. Von da an verstärkte Algerien seine Unterstützung der saharauischen Guerilleros, zog aber seine eigenen Truppen zurück. Bei einem Gefecht vom 13. bis 15. Februar brachte die Polisario den Marokkanern nahe Amgala eine Niederlage bei.
Nachdem eine Versammlung saharauischer Stammesfürsten am 26. Februar 1976 der Aufteilung der Westsahara zwischen Marokko und Mauretanien zugestimmt hatte, rief die Polisario am 27. Februar 1976 in Bir Lehlu die Demokratische Arabische Republik Sahara aus. Marokko und Mauretanien werteten die Zustimmung der Stammesfürsten als ausreichende Zustimmung des Volkes, so dass sie auf ein weiteres Referendum verzichteten und das Gebiet der Westsahara unter sich aufteilten: Marokko annektierte die nördlichen zwei Drittel der Westsahara mit der bei weitem größten Stadt El Aaiún und den Phosphatminen, Mauretanien das südliche Drittel mit der zweitgrößten Stadt Ad-Dakhla und Fischereirechten vor der Küste. Die Vollversammlung der Vereinten Nationen forderte in der Resolution 3458 vom 10. Dezember 1975 weiterhin die Durchführung eines Referendums. Am 14. April 1976 schrieben Marokko und Mauretanien allerdings die Aufteilung der Westsahara in einem offiziellen Vertrag fest.

## Widerstandskampf und Ausscheiden Mauretaniens
Die Polisario führte in den folgenden Jahren einen intensiven Widerstandskampf gegen Marokko und Mauretanien. Die Ausrüstung der Guerilla beschränkte sich anfangs auf Kleinwaffen, tragbare Mörser sowie vereinzelte Rückstoßfreie Panzerabwehrhandwaffen und Manpads. Dazu kamen Geländewagen. Den militärischen Kern der Kämpfer bildeten Mitglieder der ehemaligen spanischen Kolonialtruppen. Einige von ihnen hatten im Ifni-Krieg bereits gegen Marokko gekämpft, darunter auch Veteranen der spanischen Fallschirmjäger und anderer Spezialtruppen. Zuvor unter den Saharauis verbreitete Stammeskonflikte wurden unter dem Eindruck der Besetzung weitgehend beigelegt. Die Guerilleros spielten ihre Ortskenntnis gegen die Besatzungstruppen aus und konnten auf die Unterstützung verwandter Stämme sowohl in Mauretanien als auch in Marokko zurückgreifen. Allerdings bildeten sich auch pro-marokkanische Saharaui-Verbände heraus.
Im Verlauf des Frühjahres 1976 gab die Polisario die Verteidigung der letzten unbesetzten Siedlungen gegen den vor allem durch seine Motorisierung und moderne Bewaffnung überlegenen Besatzungstruppen auf. Fortan führten sie vor allem kurze Handstreiche aus und störten die Versorgungslinien zwischen den gegnerischen Stützpunkten. Eine erste über mehrere Schauplätze hinweg koordinierte Offensive erfolgte im Mai 1976, als El-Aaiun, Smara, Bou Craa, Bir Moghrein, Chinguetti sowie das Förderbandsystem der Phosphatmine angegriffen wurden, jeweils allerdings nur in kleineren, handstreichartigen Operationen. Am 8. Juni 1976 griffen rund 600 Polisario-Kämpfer die mauretanische Hauptstadt Nouakchott an. Dazu hatten sie sich zuvor rund 1000 Kilometer weit unbemerkt durch gegnerisches Gebiet bewegt. Der knapp einstündige Beschuss der Stadt blieb allerdings ohne bleibenden Effekt, auch weil im Rahmen des Angriffs der Polisario-Anführer al-Wali Mustafa Sayyid fiel. Parallel erfolgten im Norden Angriffe auf Tan-Tan, Jdiria und Guelta Zemmur. Es gelang der Guerilla jedoch nicht, bleibende Erfolge zu erzielen.
Insgesamt konzentrierte die Polisario ihre Angriffe in den ersten Jahren der Besetzung auf mauretanische Ziele, da es sich bei dem Land um den schwächeren Gegner handelte. Durch die Beschädigung von Eisenbahnstrecken und wirtschaftliche Anlagen sollte dort gezielt die Unzufriedenheit der Bevölkerung mit der Regierung geschürt werden. Mit französischer Unterstützung und finanziert von mehreren arabischen Staaten vergrößerte Mauretanien als Reaktion seine Armee auf rund 17.000 Mann und beschaffte moderne Waffen. Marokko erhielt Ausrüstung und Militärberatung insbesondere von den USA, Frankreich und Südafrika. Saudi-Arabien engagierte sich finanziell für die Aufrüstung der marokkanischen Armee, die auch personell stark wuchs. Die Polisario wurde von Algerien, Kuba, Libyen und zeitweise auch Nordkorea mit Militärtechnik des Ostblocks versorgt. Neben zahlreichen Handwaffen und leichter Artillerie zählten dazu Schützenpanzer vom Typ BMP-1, einige Flugabwehrpanzer vom Typ ZSU-23-4 und Kampfpanzer der Typen T-54 und T-55. Als Ausbildungsbasis diente die algerische Stadt Tindūf. Dort waren Militärberater aus Kuba sowie vereinzelt auch aus Nordkorea und der DDR stationiert. Im April 1977 summierten sich die Verluste Marokkos und Mauretaniens im Westsaharakonflikt auf 18 Kampfflugzeuge und Hubschrauber, zwei Transportflugzeuge und rund 600 Fahrzeuge. 4200 marokkanische Soldaten waren gefallen und 96 in die Gefangenschaft der Polisario geraten. Mauretanien bilanzierte 1600 Gefallene und 16 Gefangene.
Am 9. Mai 1977 beschädigte ein Polisario-Angriff auf Zouérat das dortige Kraftwerk und die Minenanlagen schwer. In der Folge wurde Mauretanien durch erste marokkanische Expeditionseinheiten im eigenen Staatsgebiet unterstützt. Dennoch gelang es der Polisario, im Juli 1977 erneut Nouakchott anzugreifen. Frankreich entsandte daraufhin eine 200 Mann starke Expeditionseinheit zum Schutz der mauretanischen Hauptstadt. Im November 1977 eröffneten Mauretanien und Frankreich die Operation Lamantine gegen die Polisario. Frankreich gab in diesem Rahmen den Einsatz von in Dakar stationierten Jaguar-Jagdbombern sowie jeweils eines Aufklärungsflugzeugs der Typen Breguet Atlantic und Dassault Mirage IV frei, verstärkte seine Garnison im Senegal um 300 Soldaten und rekrutierte über seinen Geheimdienst Söldner. Marokko beteiligte sich mit Einheiten, deren Stärke bis zum Frühjahr 1978 rund 9000 Mann erreichte. Die Operation wurde vom französischen Fliegergeneral Michel Forget geleitet. Kurz nach dem Beginn der Operation überfiel die Polisario einen Zug auf der gerade wiedereröffneten Bahnlinie Nouadhibou-Zuerat und nahm einen französischen Techniker gefangen. Dies wurde in Frankreich als Schmach wahrgenommen, woraufhin am 25. November vier Phantom-Jagdbomber unmittelbar in Mauretanien stationiert wurden.
In den folgenden Wochen erlitt die Polisario schwere Verluste, reagierte aber mit der Aufsplitterung in noch kleinere Einheiten, die ihre Angriffe auf mauretanische Ziele fortsetzten. Insbesondere wurde die für Eisenerztransporte wichtige Bahnlinie Nouadhibou-Zuerat nahezu vollständig blockiert. Der geringe Erfolg gegen die Guerilla und mehr noch die Anwesenheit starker marokkanischer Verbände steigerten den Unmut im mauretanischen Militär. Am 10. Juni 1978 kam es zu einem Putsch, dessen Führer sich zu Friedensverhandlungen mit der Polisario bereit erklärten. Die Guerilla reagierte mit einem am 12. Juli verkündeten einseitigen Waffenstillstand. Da die marokkanische Seite starken Druck auf die Mauretanier ausübte, kamen die Friedensverhandlungen nur langsam voran, während die Kämpfe zwischen der Polisario und den Marokkanern andauerten.
Am 4. Januar 1979 überfiel die Polisario die marokkanische Stadt Assa. Am 16. und 17. Januar gelang es der Polisario, im Rahmen eines Gefechts nahe der westsaharischen Oase Lemseid, zwei motorisierte und durch gepanzerte Fahrzeuge verstärkte marokkanische Konvois aufzureiben. Die Guerilla gab an, 600 Marokkaner getötet und 51 gefangen genommen zu haben. Vier gepanzerte und 60 geländegängige Fahrzeuge seien erobert, sieben Panzer, 96 Geländewagen, ein F-5-Kampfflugzeug und vier Hubschrauber vernichtet worden. Am 28. Januar besetzte ein 1200 Mann starker Polisario-Verband die marokkanische Stadt Tan-Tan für mehrere Stunden.
Nach einem weiteren Umsturz in Mauretanien unterzeichneten die dortige neue Regierung und die Polisario am 5. August 1979 in Algier einen Friedensvertrag. Mauretanien erklärte darin den Verzicht auf alle Ansprüche in der Westsahara. In einem geheimen Zusatz wurde die Übergabe des besetzten Territoriums an die Polisario innerhalb von sieben Monaten vereinbart. Dazu kam es jedoch nicht. Am 8. August ordnete der marokkanische König Hassan II. die Rückverlegung seiner in Mauretanien befindlichen Truppen an, beließ jedoch die in der vormaligen mauretanischen Zone der Westsahara dort. Diese Einheiten wurden in den folgenden Tagen verstärkt, womit Marokko rund 95 % der Westsahara besetzte.

## Der Krieg zwischen der Polisario und Marokko
Im Sommer und Herbst 1979 gelangen der Polisario mehrere größere Überfälle auf die Marokkaner. Sie eroberte am 24. August die Garnison Lebuirat, die anfangs von 1000 Soldaten verteidigt wurde. Die Marokkaner waren durch mehrere Angriffe ausgelaugt, erhielten den angeforderten Entsatz nicht und konnten wegen Sandstürmen nicht aus der Luft unterstützt werden. 562 marokkanische Soldaten fielen während des Gefechts, 111 wurden gefangen genommen. Die Polisario erbeutete 37 Kampfpanzer des Typs T-54. Am 6. Oktober eroberte die Guerilla für kurze Zeit Smara und tötete 121 marokkanische Soldaten. Kurz darauf fielen in Mhabas rund 150 Marokkaner während einer rund 24-stündigen Schlacht.
Angesichts dieser Niederlagen stattete Hassan II. seinen Vertrauten General Ahmed Dlimi mit umfassenden Vollmachten in der Westsahara aus. Dieser veranlasste eine neue Strategie. Er gab Stützpunkte in der Wüste auf und konzentrierte die Truppen in den besiedelten und wirtschaftlich interessanten Distrikten Boukra, El-Aaiun und Smara. Im November 1979 befahl er eine Offensive mit rund 7.000 Soldaten. Sie wurden mit schnellen statt mit gepanzerten Fahrzeugen ausgestattet und mit starker Luftunterstützung versehen. Darüber hinaus ließ Dlimi die einheimische Bevölkerung als potenzielle Unterstützer der Polisario deportieren und setzte saharauische Kämpfer in marokkanischen Diensten ein. US-Militärberater der Green Berets nahmen zum Teil in marokkanischen Uniformen an der Operation teil. Es folgten weitere große Offensiven im ähnlichen Stil.
Die Polisario wich diesen großen gegnerischen Verbänden in der Regel aus und griff wieder verstärkt auf schnelle Überfälle und Rückzüge zurück. Zeitweise gelang es ihr, die Phosphatgewinnung in Bou Craa zum Erliegen zu bringen. Darüber hinaus kam es immer wieder zu Angriffen auf grenznahe marokkanische Siedlungen und Kleinstädte. Die Großstädte des Landes blieben aber außerhalb der Reichweite der Polisario.
Im weiteren Verlauf der Kämpfe drängte Marokko die Polisario-Kämpfer aber immer weiter ins Landesinnere zurück. Parallel dazu wurde von 1981 an ein System von Mauern angelegt, der sog. Marokkanische Wall, der das Eindringen von Polisario-Kämpfern in marokkanisch kontrolliertes Gebiet verhindern sollte. Dieses Mauersystem wurde nach jedem bedeutenden Gebietsgewinn Marokkos erweitert, um die neu kontrollierten Gebiete zu schützen. Seit 1991 beträgt die Länge der äußersten Wallanlage, die das marokkanisch kontrollierte Gebiet vom Polisario-Gebiet trennt, etwa 2500 Kilometer. Der Wall erwies sich als sehr effizient, da der Polisario nur noch mit massierten Verbänden Durchbrüche gelangen. Diese Verbände boten aber günstige Ziele für hochmobile marokkanische Truppen aus dem Hinterland des Walls. Für kleinere Verbände, die zuvor den Guerillakrieg der Polisario geführt hatten, war der Wall kaum zu überwinden. Nach dem Bau des Walls gelangen der Polisario nur noch selten größere Aktionen. So wurde Smara im September von sieben Polisario-Bataillonen angegriffen, darunter zwei gepanzerte.
Die Teile der einheimischen Bewohner, die auf Seiten der Polisario kämpften, flohen nach Algerien, wo ca. 180.000 Saharauis seit 1976 in Flüchtlingslagern bei Tindouf leben und beinahe vollständig von Hilfslieferungen der EU, der Vereinten Nationen und anderer internationaler nichtstaatlicher Organisationen abhängig sind.
Der Konflikt zwischen Marokko und Algerien, das die Ausweitung der marokkanischen Macht verhindern wollte, schwelte jahrelang weiter. Er wurde auch in Organisationen getragen, in denen beide Länder Mitglied sind, die Arabische Liga und die Organisation für Afrikanische Einheit, und er belastete die Beziehungen der arabischen Staaten untereinander. 1984 wurde die Demokratische Arabische Republik Sahara Mitglied der Afrikanischen Union. Aus diesem Grunde verließ Marokko die Afrikanische Union im selben Jahr und war daraufhin für 33 Jahre das einzige afrikanische Land, das nicht Mitglied der Union war, bevor das Königreich zum 31. Januar 2017 in die Organisation zurückkehrte.

## Bemühungen um einen Waffenstillstand
Im Verlauf der 1980er Jahre geriet die Polisario zunehmend unter Druck. Von 1986 an schränkte Algerien wegen gesunkener Ölpreise seine Unterstützung ein. Auf der anderen Seite hatte Marokko keine Zugriffsmöglichkeiten auf die Stützpunkte der Polisario in Algerien, da ein Krieg gegen das Nachbarland kaum Aussichten auf Erfolg gehabt hätte. 1988 erklärte sich Marokko nach einer erneuten Aufforderung durch die Vereinten Nationen zu direkten Verhandlungen mit der Polisario bereit. Im Dezember 1988 verkündeten beide Seiten einen Waffenstillstand. Ein erstes Gespräch am 5. und 6. Januar 1989 scheiterte. Neue Offensiven der Polisario gegen den Berm folgten, der Waffenstillstand wurde danach jedoch erneuert. In den folgenden Jahren nahmen die Spannungen wieder zu. Im Sommer 1991 errichtete die Polisario schließlich neue Stützpunkte vor dem Berm. Die Marokkaner starteten im August eine Offensive gegen diese Stützpunkte, die Gegenangriffe auslöste. Unter dem Strich brachten die Marokkaner der Gegenseite erhebliche Verluste bei.
In dieser Stärkesituation stimmte die marokkanische Regierung einer erneuten Friedensinitiative von UN-Generalsekretär Javier Pérez de Cuéllar zu. Die Polisario wurde an den Verhandlungen nicht beteiligt. Ohne Zustimmung beider Konfliktparteien entsandten die Vereinten Nationen eine Friedenstruppe mit zunächst 100, dann 228 Mitgliedern. Am 5. September 1991 trafen die ersten Blauhelmsoldaten in dem Gebiet ein. Der Waffenstillstand wird von den Vereinten Nationen durch die in der UN-Resolution 690 zustandegekommene MINURSO-Mission überwacht. In der Folgezeit kam es zu mehreren Brüchen des Waffenstillstands von beiden Seiten, doch diese Vorfälle nahmen deutlich ab.

## Von 1991 bis 2019

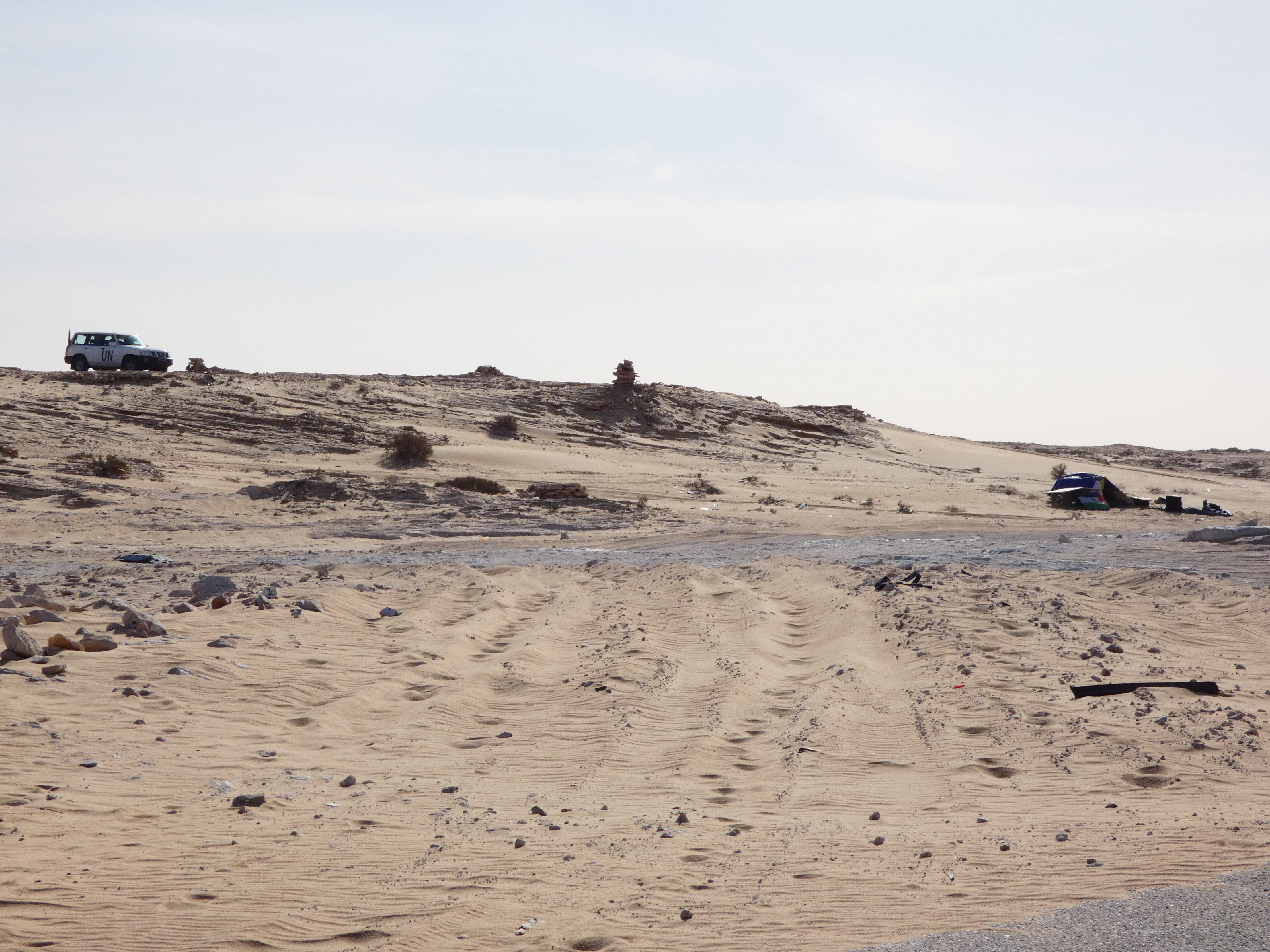
Rechts ein Posten der Frente Polisario, links dahinter ein Fahrzeug der UN-Mission; im Süden der Westsahara (2017)

Die Demokratische Arabische Republik Sahara wird international von ca. 50 Staaten anerkannt.
Zusammen mit dem Waffenstillstandsabkommen von 1991 wurde vereinbart, dass die einheimische Bevölkerung 1992 in einem Referendum über die Zukunft der Westsahara entscheiden sollte.
Die Durchführung des Referendums scheiterte noch in der Vorbereitungsphase, da sich Marokko und die Polisario nicht darüber einigen konnten, wer ein „Einheimischer“ ist und damit die Berechtigung hat, am Referendum teilzunehmen: Während die Polisario nur die Saharauis, die zu Zeiten der spanischen Kolonialherrschaft in der Westsahara lebten, und deren Nachkommen als wahlberechtigt ansieht, fordert Marokko, dass auch die Mitglieder saharauischer Stämme, die früher in Südmarokko gelebt haben, als Einheimische gelten sollen.
Auch ein 1997 unternommener neuer Versuch, ein Referendum zu organisieren, verlief im Sande: Nachdem Marokko und die Polisario keine Einigung über die Definition der Wahlberechtigten erzielen konnten, machten die Vereinten Nationen einen Vermittlungsvorschlag, der jedoch nur von der Polisario akzeptiert wurde.
2005 konnten die letzten 404 marokkanischen Soldaten, die bis zu 19 Jahre in Polisario-Gefangenschaft verbracht hatten, nach Marokko zurückkehren. Bis zur Resolution 1469 im Jahr 2002 hatte sich der UN-Sicherheitsrat immer wieder mit dem Westsaharakonflikt beschäftigt.
Im April 2007 verabschiedete der UN-Sicherheitsrat die Resolution 1754, in der Marokko und der Frente Polisario erneut zur Durchführung eines Referendums aufgerufen wurden und die Friedensmission MINURSO bis Oktober 2007 verlängerte. Daraufhin fanden unter der Schirmherrschaft der Vereinten Nationen in Manhasset bei New York insgesamt vier Treffen zwischen Vertretern beider Seiten statt, die jedoch allesamt ohne Ergebnis blieben. Am 21. August 2008 lief die Mission des persönlichen Beauftragten des UN-Generalsekretärs, Peter van Walsum aus, am 9. Januar 2009 wurde Ex-US-Botschafter Christopher Ross zum Sondergesandten des Generalsekretärs bestellt. Die Mission wurde zuletzt bis zum 30. April 2019 verlängert.
Im November 2010 kamen Vertreter Marokkos und der Polisario in New York zu informellen Gesprächen über die Zukunft der Westsahara zusammen. Überschattet wurde das Treffen durch erneute Unruhen in der Westsahara. Marokkanische Sicherheitskräfte hatten ein Zeltlager nahe der Stadt El Aaiún, das im Oktober 2010 von Anhängern der Polisario errichtet wurde, gewaltsam geräumt. Dabei kamen mindestens elf Menschen ums Leben.
Mit Urteil vom 21. Dezember 2016 verhalf der Europäische Gerichtshof der Polisario indirekt zu einem politischen Sieg, indem er deren Klage in II. Instanz abwies: Die Polisario hatte gegen die Genehmigung eines Abkommens zwischen der Europäischen Union und Marokko zur gegenseitigen Liberalisierung des Handels mit landwirtschaftlichen Erzeugnissen, landwirtschaftlichen Verarbeitungserzeugnissen, Fisch und Fischereierzeugnissen geklagt, dessen Anwendungsbereich sich mit dem des Assoziierungsabkommens zwischen Europäischer Union und Marokko decken sollte. Hatte die I. Instanz diesen noch auch auf die Westsahara bezogen und der Klage stattgegeben, so stellte die II. Instanz heraus, dass völkerrechtlich bezogen auf beide Abkommen zwischen Marokko und der Westsahara zu unterscheiden sei; die Polisario sei daher nicht betroffen und nicht klagebefugt.
Im Februar 2017 eskalierte die Lage in der Grenzregion zwischen Marokko und Mauretanien, nachdem in der Zeit davor immer wieder Zwischenfälle verzeichnet wurden, bei denen sich die Polisario und die marokkanischen Sicherheitskräfte gefährlich nahegekommen waren. Beide Seiten befanden sich zuletzt mit dem größten Umfang an bewaffneten Kräften innerhalb der 1991 von der UN dort eingerichteten Pufferzone seit deren Einrichtung. Die UN forderte beide Seiten zu einem Rückzug aus dem Gebiet auf. Während Marokko zuletzt erklärte, dieser Aufforderung zu folgen, ließ die Polisario verlauten, dass ihre Präsenz vor Ort sich auf „befreite Zonen“ beschränke. Diese Entwicklung kann in Verbindung mit der Aufnahme Marokkos in die Afrikanische Union am 30. Januar 2017 zu sehen sein.
Anfang März 2017 erklärte der UN-Sondergesandte und US-Diplomat Christopher W. S. Ross seinen Rückzug als Vermittler mit Wirkung zum Ende des Monats, wenn das Mandat der Friedensmission MINURSO ohnehin ausliefe bzw. zu verlängern wäre. Am 16. August wurde der ehemalige deutsche Bundespräsident Horst Köhler vom UN-Generalsekretär Antonio Guterres als Nachfolger berufen. Mit dieser Ernennung war die Absicht verbunden, den langjährigen Status quo nicht länger zu akzeptieren und auf diplomatischem Wege aufzubrechen. Zu diesem Zweck organisierte Horst Köhler die Genfer Gespräche, zu welchen Marokko, die Frente Polisario, Algerien sowie Mauretanien Delegationen entsandten. Köhler legte im Mai 2019 aus gesundheitlichen Gründen sein Amt nieder, ohne eine Änderung des Status quo erreicht zu haben.
International stark beachtet werden die gewaltfreien Widerstandsaktionen der Menschenrechtsaktivistin Aminatou Haidar, die für die politische Selbstbestimmung der Westsahara eintritt.

## Seit 2020
Im November 2020 erklärte die Frente Polisario den seit 29 Jahren bestehenden Waffenstillstand für beendet. Zuvor war marokkanisches Militär in die von der Polisario kontrollierte Zone nahe der Stadt Guerguerat einmarschiert, da deren Unterstützer eine Blockade an der Straße zwischen Marokko und Mauretanien errichtet hatten, um so für ihre Belange zu demonstrieren. Marokko nutzte die Gelegenheit, seine Stellungen bis an die mauretanische Grenze zu verlegen. In der Folge berichtete die Frente Polisario über Artillerieangriffe auf marokkanische Stellungen, während Marokko sie dementierte, um die internationale Aufmerksamkeit nicht auf den Konflikt zu lenken. Doch wurde diese Tatsache von den Vereinten Nationen bestätigt.
Als viertes mehrheitlich muslimisches Land erkannte Marokko im Dezember 2020 den Staat Israel an. Im Gegenzug erklärten der damalige US-amerikanische Präsident Donald Trump und sein Berater Jared Kushner die Anerkennung der Souveränität Marokkos über die Westsahara durch die USA. Dies wurde als diplomatischer Prestigeerfolg für Marokko bewertet. Trump sprach die Anerkennung aus, obwohl er die Präsidentschaftswahl in den Vereinigten Staaten 2020 verloren hatte und Joe Biden bereits President-elect war.
Im Juli 2023 erkannte Israel als zweites Land der Welt die Westsahara als Teil Marokkos an. Die Regierungen in Rabat und Jerusalem sehen dies als Teil der Normalisierung der Beziehungen beider Staaten.
Einige EU-Staaten, darunter Deutschland, erkennen die Souveränität Marokkos über die Westsahara nicht an. Marokko hatte 2021 die Beziehungen zu Deutschland eingefroren, im August 2022 wurde eine „erweiterte, auf die Zukunft ausgerichtete Partnerschaft“ vereinbart. Deutschland bezeichnet den marokkanischen Autonomieplan als „wichtigen Beitrag“ für eine Einigung. Seit Oktober 2021 ist Staffan de Mistura Nachfolger von Horst Köhler als neuer UN-Sondergesandter für die Westsahara.